# 大谷玲子
大谷 玲子（おおたに れいこ、1972年12月20日 - ）は、大阪府出身の日本のクラシック音楽のヴァイオリニスト。

## 経歴

### 幼少時代
3歳からヴァイオリンを始めた。1979年、聖母被昇天学院小学校に入学し、高校卒業まで同学院に在籍した。小学校4年生の1982年から全日本学生音楽コンクール大阪大会小学生の部に参加し、同年入選、1983年第3位、1984年第2位となり、中学校3年生の1987年に全国大会中学生の部で第1位を獲得した。小学生の時に東儀祐二、中学生の時に小栗まち絵に師事する。

### 大学時代
1991年、桐朋学園大学に入学し、江藤俊哉、原田幸一郎に師事した。1993年、第62回日本音楽コンクールで第1位を獲得。1995年、同大学を卒業し、研究科に在籍。研究科では室内楽に没頭し、1997年修了。1995年12月、日本国際音楽コンクールで第4位に入賞した。1996年7月、サンタ・フェ室内音楽祭、ラ・ホヤ室内楽音楽祭に弦楽四重奏団として参加。

### ブリュッセル留学
1995年の日本国際音楽コンクールで審査員をしていたイーゴリ・オイストラフと知己を得、1996年、文化庁在外芸術家研修員として、イーゴリが教授に就任したブリュッセル王立音楽院大学院に留学し、イーゴリに師事した。同年、第11回ヴィエニアフスキ国際ヴァイオリン・コンクールで1位なしの第2位を獲得し、ワルシャワ・フィルハーモニー大ホールでのデビューを果たした。1998年、同大学院を卒業。

### 卒業後の活動
1999年、モーツァルテウム夏期国際音楽アカデミーでのモーツァルト協奏曲コンクールで優勝し、ザルツブルク音楽祭に出演した。2000年7月、いずみシンフォニエッタ大阪のデビューコンサートに出演、同年9月には、オランダ・ミュージック・セッションの専属アーティストに選ばれ、アムステルダム・コンセルトヘボウ大ホールにて、フィリップ・アントルモン指揮オランダ室内管弦楽団と共演した。2001年からサイトウ・キネン・フェスティバル松本に参加。2002年、佐藤美香（ピアノ）、安藤裕子（ヴィオラ）、林裕（チェロ）と「Opus 1（オーパス・ワン）」を結成した。同年、大阪で関西音楽クリティッククラブより音楽クリティッククラブ奨励賞、大阪市より咲くやこの花賞、ABC音楽財団よりABC音楽賞クリスタル賞をトリプル受賞した。

## 近況
活発な演奏活動を行うとともに、2004年4月、京都市立芸術大学と相愛大学の非常勤講師に就任し、後進の指導に当たっている。マネージメントはコジマ・コンサートマネジメントと専属契約をしている。2008年6月、初のCDアルバム「イザイ:無伴奏ヴァイオリンソナタ全6曲」をナミ・レコードからリリースした。